# シバリング
シバリング（shivering）とは、身震いなど骨格筋に生じる不随意で小刻みな収縮。非体温調節性シバリングと体温調節性シバリングに大別される。2つを筋電図波形から区別することは難しいが、ともに薬物治療が効果的とされている。

## 体温調節性シバリング

### 発生機序
ヒトは恒温動物であり体温調節機構には行動性体温調節と自律性体温調節がある。このうち自律性体温調節は核心温が低下したときに抹消血管収縮が起きて血流を中枢側へ移動させようとするもので、視床下部で調整されており、核心温がさらに低下すると骨格筋をランダムに収縮させて熱産生を増加させる。
シバリングの原因の1つに、視床下部の温度低下がある。しかし、これが全身のシバリングを誘発する詳細な機序はいまだに明らかになっていない。
寒い時に口ががたがた震えることや、小便をすると一時的に体温が下がり身震いするのは体温の低下を防ぐためと考えられている。
風邪などで高温が出る直前に感じる戦慄感（悪寒戦慄）もシバリングの一種である。

### 影響
シバリングは、全身の筋肉の小刻み(1分間に最大約200〜250回)な不随意運動(震え)によって、熱を産生させる生理的反応である。シバリングは、安静時に比べて最大で6倍の熱を産生できるとされている。しかし、長時間にわたりシバリングが続く場合には、熱産生は安静時の約2倍にとどまる。
シバリング発生時の酸素消費量は通常の少なくとも約2倍となる。また、交感神経の緊張による眼圧や脳圧の上昇がみられる。筋収縮を伴うため創部痛を強めてしまうことがある。

## 非体温調節性シバリング
非体温性シバリングの原因には疼痛による振戦などがある。体温調節性シバリングと同様に薬物治療が効果的とされている。

## 治療
- フェンタニル
- メペリジン
- マグネシウム
- ケタミン
- α2受容体アゴニスト
- アミノ酸輸液
- 室温の調節などによる加温